# Windenergie in Deutschland

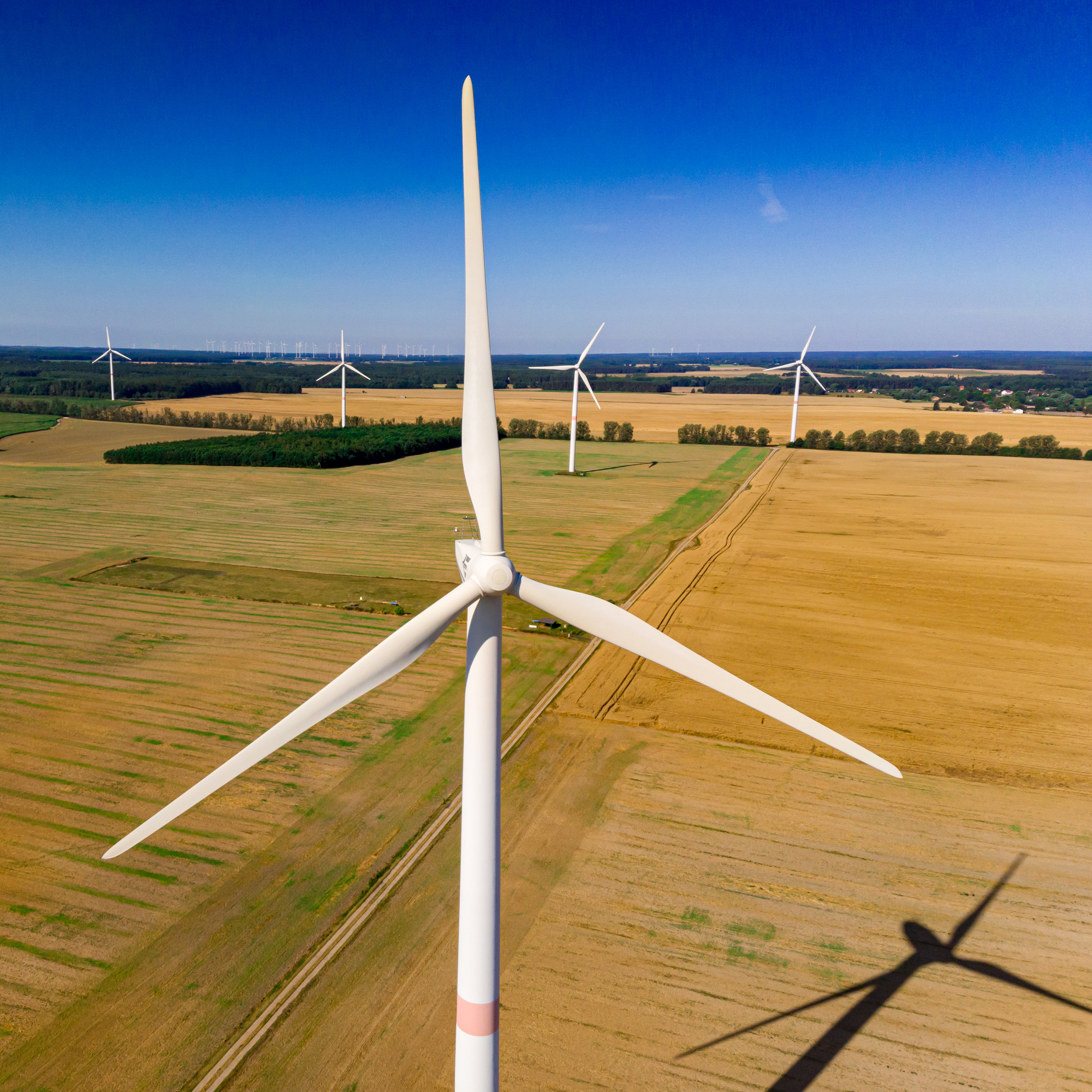
Onshore-Windkraftanlage

Die Windenergie in Deutschland hat einen wachsenden Anteil an der Stromerzeugung in Deutschland – 2024 waren es etwa 30 % – und ist die wichtigste Form der Stromerzeugung. Im Jahr 2024 lieferten Windkraftanlagen 136,4 TWh elektrische Energie, deutlich mehr als Braunkohlekraftwerke, die mit 71,1 TWh auf Rang zwei lagen. Ende 2024 waren in Deutschland Windenergieanlagen mit einer Gesamtleistung von 72,7 GW installiert, davon 63,6 GW an Land und 9,1 GW in Offshore-Windparks. Die maximalen tatsächlich eingespeisten Leistungen waren 45,9 GW aus den Windkraftwerken an Land (am 6. Februar 2024 um 17 Uhr) und 7,6 GW aus den Anlagen im Meer (am 22. November 2024 um 17 Uhr).
Die Windenergiebranche ist auch ein wichtiger Arbeitgeber in Deutschland: 2024 arbeiteten dort 124.000 Menschen, deutlich mehr als in Kohleindustrie und Solarbranche zusammen. 2023 wurden 7,4 Milliarden Euro in die deutsche Windenergie investiert.

## Geschichtliche Entwicklung

Entwicklung der Windenergie in Deutschland seit 1990 (blau: erzeugte elektrische Energiemenge pro Jahr, rot: installierte Leistung)

Ganz entscheidend für den Boom der Windenergie in der Bundesrepublik Deutschland war das Stromeinspeisungsgesetz von 1991, das die Stromnetzbetreiber zur Abnahme des erzeugten Stroms verpflichtete. Diese Förderung des Technologieeinstiegs in erneuerbare Energien wurde von der von Herbst 1998 bis Herbst 2005 bestehenden Rot-Grünen Bundesregierung im Jahr 2000 im Erneuerbare-Energien-Gesetz (EEG) mit Einschränkungen fortgeschrieben. Das Gesetz sicherte den Betreibern von Windenergieanlagen feste Vergütungen für den eingespeisten Strom zu. In der Folge verdoppelte sich die installierte Leistung etwa alle zwei Jahre, bis etwa 2002. Ende 2003 war rund die Hälfte der gesamten europäischen Windenergieleistung (28.700 MW) in Deutschland installiert. Mittlerweile haben andere europäische Staaten stark aufgeholt, während in Deutschland die Vergütung reduziert wurde, sodass 2017 der deutsche Anteil an der europäischen Windkraftleistung nur noch gut 31 % betrug.
Die EEG-Förderung der Investoren stärkte indirekt die Stellung der deutschen Windkraftindustrie, was andere EU-Staaten kritisierten. Vom Europäischen Gerichtshof (EuGH) wurde jedoch mit Entscheidung vom 13. März 2001 C-379/98 bestätigt, dass es sich bei Transfers aus dem EEG um keine Beihilfen im Sinne des EG-Vertrages handelt. Auch der Subventionsbegriff laut § 12 des Stabilitäts- und Wachstumsgesetzes wird vom EEG nicht erfüllt. Die strukturellen Wirkungen des EEG sind denjenigen von Subventionen vergleichbar, jedoch wird die Förderung von den Stromkunden aufgebracht und nicht aus Steuermitteln.
Ende November 2023 waren in Deutschland rund 69 GW Windenergie installiert, davon 60,5 GW an Land und 8,4 GW in Offshore-Windparks.

## Statistik

### Bundesweit
Deutschland hatte bis Ende des Jahres 2007 mit 22.247 MW die höchste installierte Leistung weltweit installiert, 2008 wurde es von den USA und 2010 von China übertroffen. Ende 2014 waren in Deutschland 38.215 MW Onshore-Windkraft installiert, mit einem Zuwachs von 4.665 MW Neuinstallation allein im Jahr 2014. Offshore waren 1044 MW installiert, davon 523 MW neu ins Netz genommen. Bis Ende 2017 wuchs die installierte Leistung auf 55.876 MW an. Ende 2024 waren es 72 GW, davon 63 GW an Land und 9 auf See.
Mit Enercon, Siemens Windenergie, Senvion und Nordex haben mehrere Windenergieanlagenhersteller ihren Sitz in Deutschland, weitere in der Windbranche tätige Unternehmen wie Vestas und General Electric betreiben Werke in Deutschland. Im Jahr 2010 betrug der Exportanteil der Branche 66 %, der Umsatz lag im Jahr 2011 bei über 10 Mrd. Euro.
Im Jahr 2019 lieferte die Windenergie nach vorläufigen Zahlen der AG Energiebilanzen ca. 126,4 TWh elektrische Energie, womit sie vor Braunkohle (114,0 TWh), Erdgas (91,3 TWh), Kernenergie (75,2 TWh) und Steinkohle (56,9 TWh) die wichtigste Stromquelle in Deutschland war. Windkraftanlagen an Land produzierten 101,8 TWh, Offshore-Windparks 24,6 TWh. Insgesamt produzierten Kraftwerke in Deutschland 611,5 TWh, von denen 569,0 TWh im Inland verbraucht wurden, der Rest wurde in europäische Nachbarstaaten exportiert. Prozentual betrug der Anteil der Windenergie an der Stromerzeugung rund 21 %, Braunkohle lag bei ca. 19 %. Tagesaktuelle Einspeisedaten (für Deutschland) sind für die Jahre ab 2011 im Internet frei zugänglich.
Den bisherigen Windstromrekord hält der Monat Februar 2020. In diesem außergewöhnlich stürmischen Monat produzierten Windkraftanlagen nach vorläufigen Daten des BDEW ca. 20,9 TWh elektrischer Energie, was etwa der Jahresstromproduktion von zwei Kernkraftwerken entspricht. Zugleich wurde damit der bisherige Windstromrekord von 16,5 TWh um rund 25 % übertroffen. Ungewöhnlich stark war insbesondere die Kalenderwoche 8, in der die Windenergie mehr als 55 % des deutschen Strombedarfs deckte (siehe Grafiken in der folgenden Galerie).

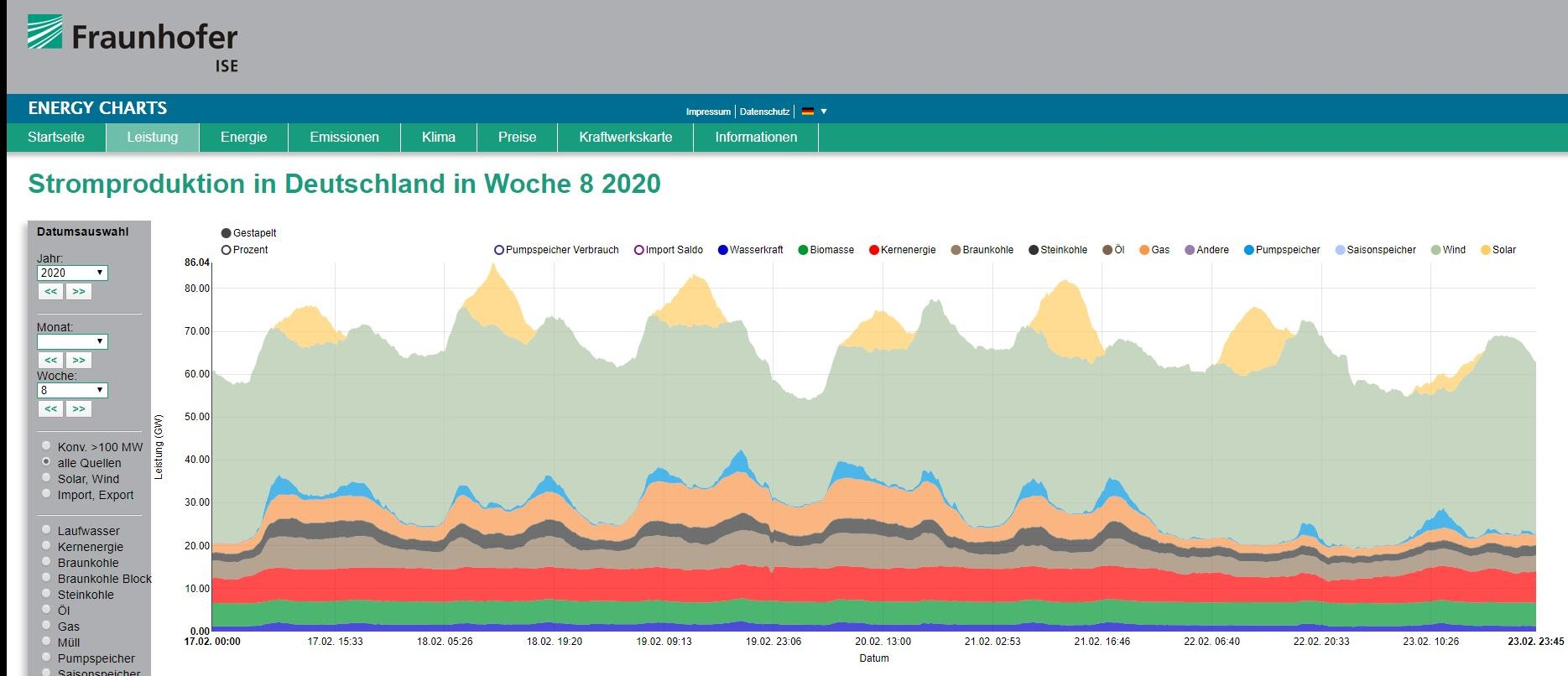
Leistung (Grafik)
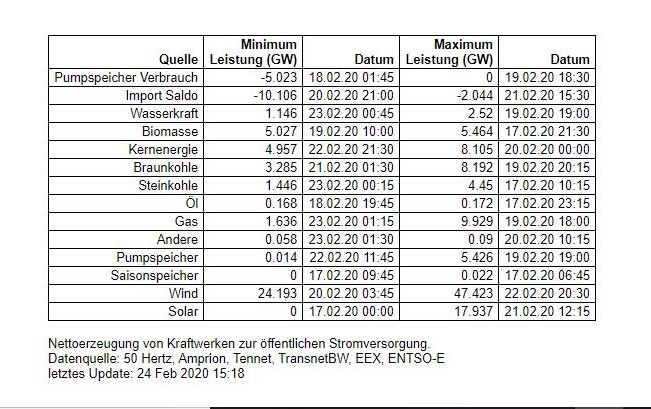
Höchst- und Mindest-Leistungen
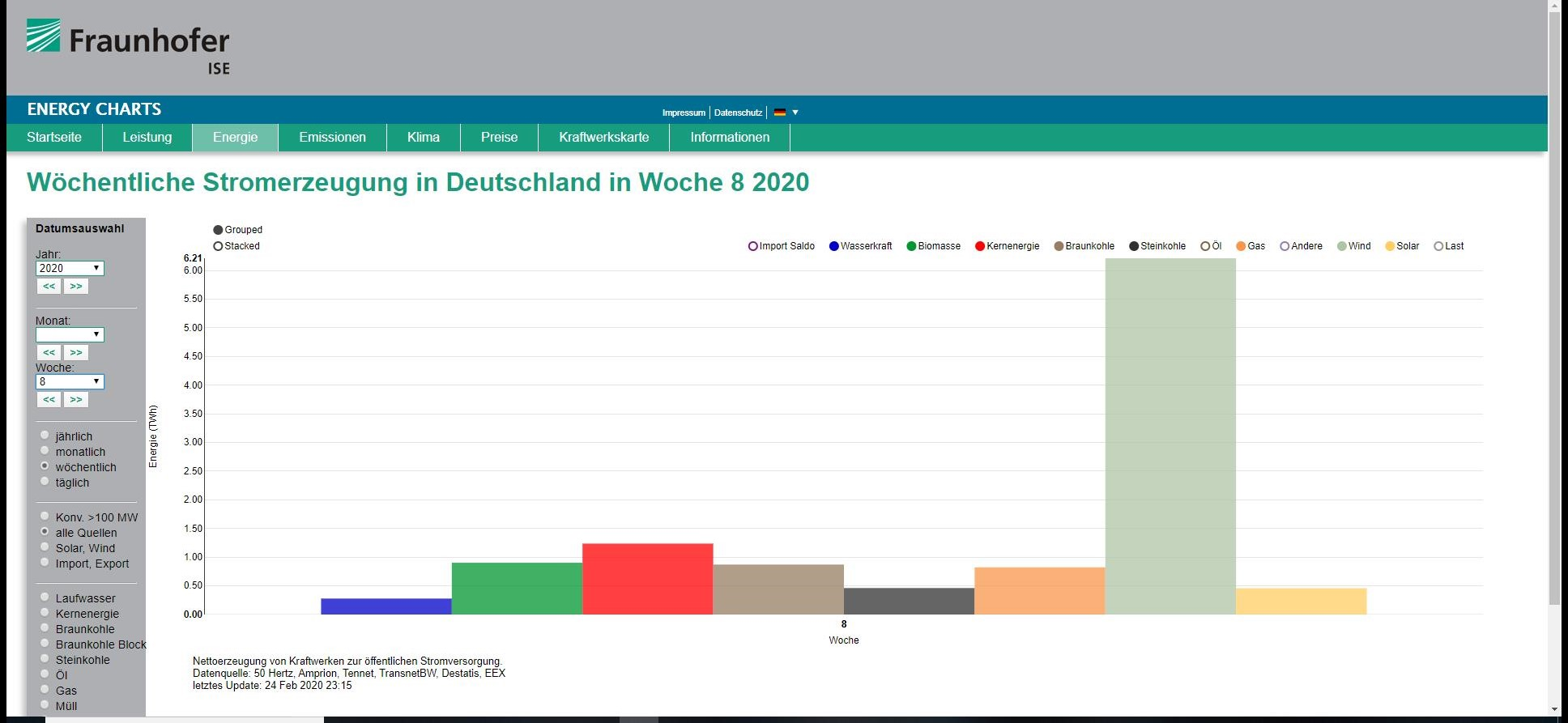
Ertrag
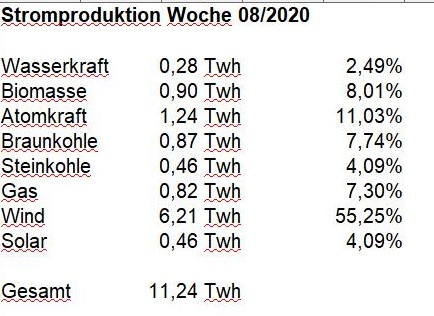
Ertrag in Zahlen
Jährlich neu installierte Leistungskapazität

| Jahr | Brutto-Stromverbrauch in TWh | Onshore-Windkraftanlagen    | Onshore-Windkraftanlagen   | Onshore-Windkraftanlagen             | Onshore-Windkraftanlagen                              | Onshore-Windkraftanlagen | Offshore-Windkraftanlagen   | Offshore-Windkraftanlagen  | Offshore-Windkraftanlagen            | Offshore-Windkraftanlagen                             | Offshore-Windkraftanlagen |
| Jahr | Brutto-Stromverbrauch in TWh | Installierte Leistung in MW | Windstrom Erzeugung in GWh | Anteil am Brutto-Stromverbrauch in % | Vermiedene CO2 -Emissionen (in 1000 t CO2-Äquivalent) | Anzahl WKA               | Installierte Leistung in MW | Windstrom Erzeugung in GWh | Anteil am Brutto-Stromverbrauch in % | Vermiedene CO2 -Emissionen (in 1000 t CO2-Äquivalent) | Anzahl WKA                |
| ---- | ---------------------------- | --------------------------- | -------------------------- | ------------------------------------ | ----------------------------------------------------- | ------------------------ | --------------------------- | -------------------------- | ------------------------------------ | ----------------------------------------------------- | ------------------------- |
| 2022 | ?                            | 58.077                      | 100.164                    | 18,2                                 | 75.625                                                | 28.443                   | 8.129                       | 25.123                     | 4,6                                  | 19.295                                                | 1.539                     |
| 2021 | ?                            | 55.958                      | 90.272                     | 15,9                                 | 68.156                                                | 28.230                   | 7.787                       | 24.375                     | 4,3                                  | 18.721                                                | 1.501                     |
| 2020 | 552,9                        | 54.326                      | 104.796                    | 18,9                                 | 79.350                                                | 29.608                   | 7.787                       | 27.306                     | 4,9                                  | 21.079                                                | 1.501                     |
| 2019 | 577,4                        | 53.193                      | 101.150                    | 17,5                                 | 77.041                                                | 29.456                   | 7.528                       | 24.744                     | 4,3                                  | 19.165                                                | 1.469                     |
| 2018 | 594,9                        | 52.565                      | 90.484                     | 15,2                                 | 62.684                                                | 29.213                   | 6.417                       | 19.467                     | 3,3                                  | 13.648                                                | 1.305                     |
| 2017 | 601,3                        | 50.292                      | 88.018                     | 14,6                                 | 59.130                                                | 28.675                   | 5.427                       | 17.947                     | 3,0                                  | 12.111                                                | 1.169                     |
| 2016 | 599,9                        | 45.283                      | 67.650                     | 11,3                                 | 45.115                                                | 27.270                   | 4.152                       | 12.274                     | 2,0                                  | 8.283                                                 | 947                       |
| 2015 | 600,0                        | 41.297                      | 72.340                     | 12,1                                 | 48.243                                                | 25.980                   | 3.283                       | 8.284                      | 1,4                                  | 5.591                                                 | 792                       |
| 2014 | 594,0                        | 37.620                      | 57.026                     | 9,6                                  | 38.029                                                | 24.867                   | 994                         | 1.471                      | 0,2                                  | 993                                                   | 258                       |
| 2013 | 606,6                        | 32.969                      | 51.819                     | 8,5                                  | 34.688                                                | 23.645                   | 508                         | 918                        | 0,2                                  | 622                                                   | 116                       |
| 2012 | 609,2                        | 30.711                      | 50.948                     | 8,4                                  | 34.139                                                | 23.030                   | 268                         | 732                        | 0,1                                  | 497                                                   | k. A.                     |
| 2011 | 609,6                        | 28.524                      | 49.280                     | 8,1                                  | 38.209                                                | 22.297                   | 188                         | 577                        | 0,1                                  | 431                                                   | k. A.                     |
| 2010 | 618,4                        | 26.823                      | 38.371                     | 6,2                                  | 27.835                                                | 21.607                   | 80                          | 176                        | 0,03                                 | 128                                                   | k. A.                     |
| 2009 | 584,1                        | 25.697                      | 39.382                     | 6,7                                  | 28.724                                                | 21.164                   | 35                          | 38                         | 0,01                                 | 28                                                    | k. A.                     |
| 2008 | 621,5                        | 22.794                      | 41.385                     | 6,7                                  | 29.088                                                | 20.301                   | 0                           | 0                          | 0                                    | 0                                                     | k. A.                     |
| 2007 | 624,9                        | 22.116                      | 40.507                     | 6,5                                  | 30.460                                                | 19.460                   | 0                           | 0                          | 0                                    | 0                                                     | k. A.                     |
| 2006 | 623,3                        | 20.474                      | 31.324                     | 5,0                                  | 23.665                                                | 18.685                   | 0                           | 0                          | 0                                    | 0                                                     | k. A.                     |
| 2005 | 618,6                        | 18.248                      | 27.774                     | 4,5                                  | 22.587                                                | 17.574                   | 0                           | 0                          | 0                                    | 0                                                     | k. A.                     |
| 2004 | 615,4                        | 16.419                      | 26.019                     | 4,2                                  | 21.525                                                | 16.543                   | 0                           | 0                          | 0                                    | 0                                                     | k. A.                     |
| 2003 | 605,9                        | 14.381                      | 19.087                     | 3,2                                  | 15.828                                                | 15.387                   | 0                           | 0                          | 0                                    | 0                                                     | k. A.                     |
| 2002 | 592,7                        | 11.976                      | 16.102                     | 2,7                                  | 12.786                                                | 13.759                   | 0                           | 0                          | 0                                    | 0                                                     | k. A.                     |
| 2001 | 589,0                        | 8.738                       | 10.719                     | 1,8                                  | 7.708                                                 | 11.438                   | 0                           | 0                          | 0                                    | 0                                                     | k. A.                     |
| 2000 | 578,1                        | 6.097                       | 9.703                      | 1,7                                  | 6.547                                                 | 9.359                    | 0                           | 0                          | 0                                    | 0                                                     | k. A.                     |
| 1999 | 557,2                        | 4.435                       | 5.639                      | 1,0                                  | 3.290                                                 | k. A.                    | 0                           | 0                          | 0                                    | 0                                                     | k. A.                     |
| 1998 | 555,3                        | 2.877                       | 4.579                      | 0,8                                  | 2.371                                                 | k. A.                    | 0                           | 0                          | 0                                    | 0                                                     | k. A.                     |
| 1997 | 547,7                        | 2.089                       | 3.025                      | 0,6                                  | 1.426                                                 | k. A.                    | 0                           | 0                          | 0                                    | 0                                                     | k. A.                     |
| 1996 | 550,4                        | 1.549                       | 2.073                      | 0,4                                  | 1.006                                                 | k. A.                    | 0                           | 0                          | 0                                    | 0                                                     | k. A.                     |
| 1995 | 541,8                        | 1.121                       | 1.530                      | 0,3                                  | 759                                                   | k. A.                    | 0                           | 0                          | 0                                    | 0                                                     | k. A.                     |
| 1994 | 531,1                        | 618                         | 927                        | 0,2                                  | 460                                                   | k. A.                    | 0                           | 0                          | 0                                    | 0                                                     | k. A.                     |
| 1993 | 526,6                        | 326                         | 612                        | 0,1                                  | 304                                                   | k. A.                    | 0                           | 0                          | 0                                    | 0                                                     | k. A.                     |
| 1992 | 531,6                        | 174                         | 281                        | 0,1                                  | 139                                                   | k. A.                    | 0                           | 0                          | 0                                    | 0                                                     | k. A.                     |
| 1991 | 538,6                        | 106                         | 102                        | 0,02                                 | 51                                                    | k. A.                    | 0                           | 0                          | 0                                    | 0                                                     | k. A.                     |
| 1990 | 549,9                        | 55                          | 72                         | 0,01                                 | 36                                                    | k. A.                    | 0                           | 0                          | 0                                    | 0                                                     | k. A.                     |

### Bestand in den einzelnen Bundesländern
Da das jährliche Windaufkommen schwankt, wird vom Deutschen Windenergie-Institut (DEWI) für die Berechnung der Windenergieanteile nach Bundesländern ein sogenanntes 100-%-Jahr (d. h. ein durchschnittliches Windjahr gemäß dem Windindex) als Berechnungsgrundlage verwendet.
| Bundesland                 | installierte Leistung 31. Dez. 2024 | Anzahl WEA 31. Dez. 2024 | Anteil an der Leistung | Leistung je km² | Anteil am Nettostromverbrauch in % (2016) |
| -------------------------- | ----------------------------------- | ------------------------ | ---------------------- | --------------- | ----------------------------------------- |
| Baden-Württemberg          | 1.896 MW                            | 800 WEA                  | 3,0 %                  | 53 kW/km²       | 2,0 %                                     |
| Bayern                     | 2.679 MW                            | 1.152 WEA                | 4,2 %                  | 38 kW/km²       | 4,4 %                                     |
| Berlin                     | 17 MW                               | 6 WEA                    | < 0,1 %                | 19 kW/km²       | 0,2 %                                     |
| Brandenburg                | 8.992 MW                            | 4.079 WEA                | 14,1 %                 | 303 kW/km²      | 64,1 %                                    |
| Bremen                     | 203 MW                              | 87 WEA                   | 0,3 %                  | 483 kW/km²      | 5,9 %                                     |
| Hamburg                    | 125 MW                              | 67 WEA                   | 0,2 %                  | 166 kW/km²      | 0,9 %                                     |
| Hessen                     | 2.644 MW                            | 1.184 WEA                | 4,2 %                  | 125 kW/km²      | 7,0 %                                     |
| Mecklenburg-Vorpommern     | 3.795 MW                            | 1.844 WEA                | 6,0 %                  | 163 kW/km²      | 86,4 %                                    |
| Niedersachsen              | 12.967 MW                           | 6.123 WEA                | 20,4 %                 | 272 kW/km²      | 32,5 %                                    |
| Nordrhein-Westfalen        | 7.800 MW                            | 3.650 WEA                | 12,3 %                 | 229 kW/km²      | 5,8 %                                     |
| Rheinland-Pfalz            | 4.158 MW                            | 1.781 WEA                | 6,5 %                  | 209 kW/km²      | 17,4 %                                    |
| Saarland                   | 553 MW                              | 219 WEA                  | 0,9 %                  | 215 kW/km²      | 5,8 %                                     |
| Sachsen                    | 1.371 MW                            | 858 WEA                  | 2,2 %                  | 74 kW/km²       | 9,6 %                                     |
| Sachsen-Anhalt             | 5.512 MW                            | 2.734 WEA                | 8,7 %                  | 269 kW/km²      | 62,7 %                                    |
| Schleswig-Holstein         | 8.984 MW                            | 3.266 WEA                | 14,1 %                 | 568 kW/km²      | 87,8 %                                    |
| Thüringen                  | 1.855 MW                            | 867 WEA                  | 2,9 %                  | 114 kW/km²      | 20,1 %                                    |
| Deutschland Onshore gesamt | 63.551 MW                           | 28.717 WEA               | 100 %                  | 178 kW/km²      | 18,4 %                                    |

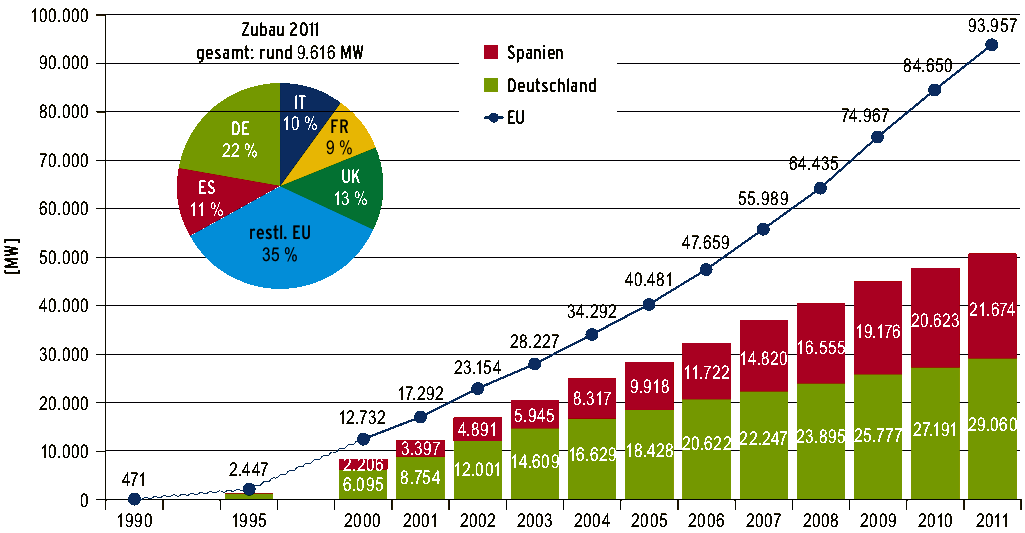
Windenergieleistung in EU/DE/ES (1990–2011) in einzelnen Ländern (Quelle: BMU Erneuerbare Energie in Zahlen)

Der Aufbau von Windkraftanlagen in verschiedenen Bundesländern hat diverse Vorteile. Während z. B. in den norddeutschen Bundesländern tendenziell höhere Windgeschwindigkeiten herrschen, was die Wirtschaftlichkeit der Windenergie positiv beeinflusst, könnten sich durch die zusätzliche Erschließung von Standorten im Binnenland positive Effekte für die Energiesicherheit ergeben.

### Abstandsregeln Bundesländer
Der Bau von Windkraftanlagen ist abhängig von der Gebietskategorie, der Art des Grundstückes und der Bebauung in der Umgebung. In den Regionalplänen können Vorranggebiete und Vorbehaltsgebiete ausgewiesen werden. Die Regelungen zum Abstand zu Wohngebieten wurden und werden kontrovers diskutiert.
| Bundesland             | Wohngebiete Stand Dezember 2021                                                                     |
| ---------------------- | --------------------------------------------------------------------------------------------------- |
| Baden-Württemberg      | Einzelfall                                                                                          |
| Bayern                 | 10-Fache Anlagehöhe (sog. 10H-Regelung), sofern die Gemeinde keine Gebiete für Windenergie ausweist |
| Berlin                 | ohne Abstandsempfehlung                                                                             |
| Brandenburg            | 1.000 (Empfehlung)                                                                                  |
| Bremen                 | 450 (i. d. R.)                                                                                      |
| Hamburg                | 500                                                                                                 |
| Hessen                 | 1.000                                                                                               |
| Mecklenburg-Vorpommern | 1.000                                                                                               |
| Niedersachsen          | mindestens 400 (2 H-Regel)                                                                          |
| Nordrhein-Westfalen    | 1.000                                                                                               |
| Rheinland-Pfalz        | 1.000                                                                                               |
| Saarland               | Einzelfall                                                                                          |
| Sachsen                | ohne Abstandsempfehlung                                                                             |
| Sachsen-Anhalt         | 1.000                                                                                               |
| Schleswig-Holstein     | 800                                                                                                 |
| Thüringen              | 750                                                                                                 |

Das Bundesland Schleswig-Holstein plante 2012, ab 2020 300 % seines theoretischen Strombedarfs durch erneuerbare Energien zu decken, den größten Teil davon durch Windenergie. Niedersachsen plante im Januar 2012, bis 2020 90 % des Stromes aus erneuerbaren Quellen zu beziehen, wovon der größte Teil von der Onshore-Windenergie gedeckt werden soll. Dieses Ziel wurde erreicht: 2020 stammten rund 96 % des Stromverbrauchs in Niedersachsen aus erneuerbaren Quellen (2019: 81 %).

### Offshore-Windenergie

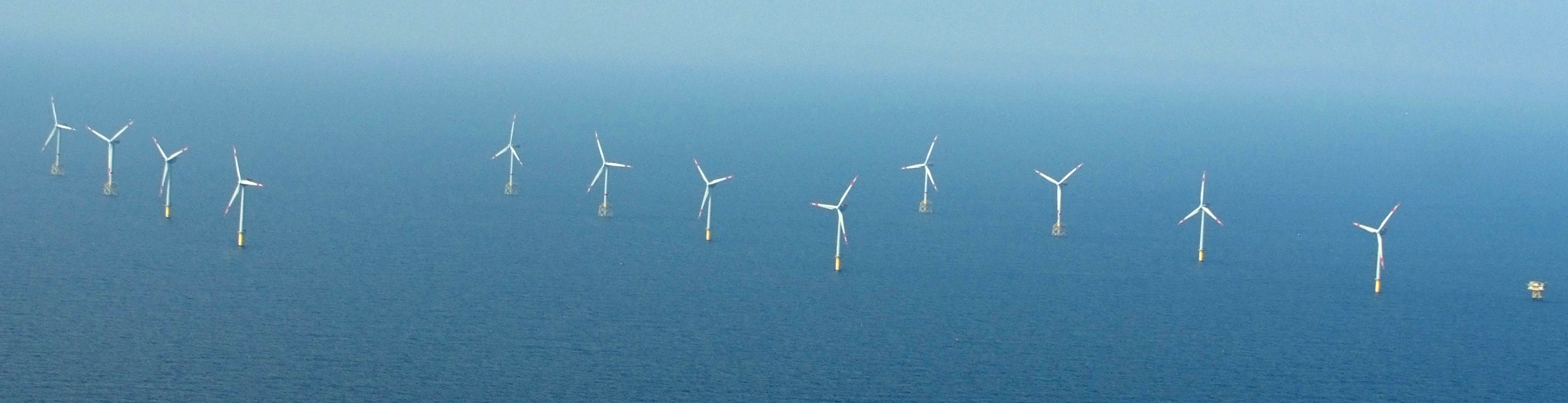
Offshore-Windpark „alpha ventus“ in der Deutschen Bucht

Seit 2009 ist in Deutschland der Bau von Offshore-Windparks wirtschaftlich attraktiv. Als erster Offshore-Windpark wurde der als kommerzielles Testobjekt entwickelte Offshore-Windpark alpha ventus im Jahr 2010 in Betrieb genommen. 2011 folgte der Ostsee-Windpark Baltic 1. Größere Anlagen gingen erst danach sukzessive ans Netz. Insgesamt ist der Ausbau der Offshore-Windenergie in Deutschland erst im Anfangsstadium begriffen.
Im Jahr 2015 speisten insgesamt 546 neue Offshore-Windkraftanlagen mit einer Gesamtleistung von 2.282,4 MW ins Netz ein. Zusätzlich wurden 41 weitere Windkraftanlagen errichtet, deren Netzanschluss noch aussteht. Insgesamt waren Ende 2015 792 Offshore-Windkraftanlagen mit einer Gesamtleistung von 3.294,9 MW in Betrieb. Ende Juni 2019 waren 1.351 Offshore-Windkraftanlagen mit Netzeinspeisung und einer Gesamtleistung von 6.658 MW in Betrieb, sowie 56 Anlagen mit 410 MW ohne bisherige Netzeinspeisung.
| Status der Offshore-Windenergie  | Anzahl WKA | Anzahl WKA | Anzahl WKA | Anzahl WKA | Anzahl WKA | Anzahl WKA | Leistung in MW | Leistung in MW | Leistung in MW | Leistung in MW | Leistung in MW | Leistung in MW |
| Status der Offshore-Windenergie  | 2012       | 2013       | 2014       | 2015       | 2016       | 2019       | 2012           | 2013           | 2014           | 2015           | 2016           | 2019           |
| -------------------------------- | ---------- | ---------- | ---------- | ---------- | ---------- | ---------- | -------------- | -------------- | -------------- | -------------- | -------------- | -------------- |
| Anlagen mit Netzeinspeisung      | 68         | 116        | 258        | 792        | 947        | 1351       | 280,3          | 520,3          | 1.049          | 3.294,9        | 4.108,3        | 6.658          |
| Anlagen ohne Netzeinspeisung     |            | 103        | 285        | 41         | 21         | 56         |                | 394,6          | 1.303          | 246,0          | 122,7          | 410            |
| Installierte Fundamente ohne WKA | 109        | 282        | 220        | 122        | 198        | 94         |                |                |                |                |                |                |

## Potential für Ausbau

### Bundesweit
Die im Jahr 2017 in Deutschland auf Land installierten rund 29.000 Windkraftanlagen benötigten eine Fläche von etwa 1800 km², das entspricht 0,5 % der Landesfläche. Die Anlagen erzeugten im Jahr 2020 mit 104 TWh 18,7 Prozent des Bruttostromverbrauch (siehe Tabelle Windenergiestatistik Deutschland) und machten 27 Prozent der Nettostromerzeugung aus.
2013 veröffentlichte das Umweltbundesamt eine Studie zum bundesweiten Flächen- und Leistungspotential der Windenergie an Land. Das Potential wurde vom Fraunhofer-Institut für Windenergie und Energiesystemtechnik auf Grundlage detaillierter Geodaten und moderner Windenergieanlagentechnik modelliert. Demnach stehen auf Basis der getroffenen Annahmen prinzipiell 13,8 Prozent der Fläche Deutschlands für die Windenergienutzung zur Verfügung. Dieses Flächenpotential ermöglicht eine installierte Leistung von rund 1190 GW mit einem jährlichen Stromertrag von ca. 2900 TWh. Das realisierbare Potential der Windenergie an Land wird aber erheblich kleiner geschätzt, weil verschiedene Aspekte im Rahmen der Studie nicht betrachtet wurden (z. B. artenschutzrechtliche Belange oder wirtschaftliche Rahmenbedingungen).
Eine vom Bundesverband WindEnergie e.V. und Landesverband Erneuerbare Energien NRW beauftragte Analyse der Deutsche WindGuard GmbH zeigt im Rahmen einer Potenzialabschätzung, dass bei einer Nutzung von 2 % der Fläche Deutschlands, in allen Regionen an Land, eine installierte Leistung von 200 GW möglich wäre. Falls es keine Einschränkungen durch Bestandsanlagen gäbe, könnten dort 40.000 Anlagen, der mittleren Anlagentechnologie für das kommende Jahrzehnt, errichtet werden. Diese könnten einen Energieertrag von 500 TWh pro Jahr erreichen. Also höher als die Nettostromerzeugung in Deutschland im Jahr 2020 in Höhe von 488,7 TWh.

### Bayern
Im Jahr 2021 waren in Bayern 1150 Windkraftanlagen mit einer Gesamtleistung von 2,5 GW installiert. Von diesen Anlagen werden 700 mit einer Gesamtleistung von 2 GW bis 2030 weiterbestehen.
Der Landesverband Bayern des BWEs veröffentlichte im März 2022 eine Studie über das Potential des Ausbaus der Windkraft in Bayern.
In dieser Studie fordert der Verband unter anderem die Abschaffung der 10H-Regelung, welche den Ausbau der Windkraft in Bayern im Vergleich zu anderen Bundesländern stark beeinträchtigt, und einer gesetzlichen Verankerung des Flächenziels von 2 % der Bundesregierung. Hierdurch könnte man die Zahl von Windkraftwerken auf 1.900 mit einer Gesamtleistung von 8,5 GW bis 2030 und 3.000 mit einer Gesamtleistung von 18 GW bis 2040 erhöhen. Im Jahr 2040 würde dies etwa ein Drittel des bayrischen Strombedarfs abdecken.
Auch sprach der BWE die Versorgungssicherheit des Landes an und betonte die momentane Abhängigkeit Bayerns von Erdöl und Gas Importen aus Russland, welche durch den Krieg in der Ukraine verdeutlicht wurde.
Die Bayerische Landesregierung hielt jedoch an ihrem im Sommer 2021 formulierten Vorhaben fest, lediglich 500 neue Windkraftwerke zu bauen.
Hierfür wurde die Regierung von dem BWE kritisiert. Ausnahmen von der 10H-Regelung in Wäldern oder Vorrangflächen wurden jedoch angekündigt.